# .mr
.mr為毛里塔尼亚國家及地區頂級域（ccTLD）的域名。只有毛里塔尼亚當地實體才有資格註冊該域名。該國的政府網站域名一般為.gov.mr之下的三級域名。該域名於1996年4月24日啟用。

## 外部連結
- IANA .mr whois information（页面存档备份，存于）
- .mr domain registration website
- .mr domain application form